# Reamker
Il Reamker (រាមកេរ្តិ៍) è un poema epico cambogiano basato sul poema epico indiano Rāmāyaṇa. Il titolo significa "Gloria di Rāma".

## Struttura
Il poema si divide in due parti separate, entrambe incomplete, scritte in versi.
L'intero Reamker fu scritto nel periodo medio della letteratura khmer (XVI-XIX secolo), ma dalla comparazione tra il linguaggio delle due parti si evince che la prima è molto più antica della seconda. La prima parte è infatti scritta in metri tradizionali quali il Bamnol, il Brahmagiti, il Kagati ed altri, mentre la seconda è scritta in un metro più recente, cioè il Pad baky pram-muoy, e in un linguaggio più prolisso.

## Versioni
Oltre alla versione tradizionale, rimangono poche altre versioni del Reamker, se non quelle ritenute rilevanti per le rappresentazioni popolari del poema.

## Temi
Il Reamker adatta le idee hindu ai temi buddhisti e mostra l'equilibrio tra bene e male nel mondo. Come il Ramayana, il Reamker è un'allegoria filosofica che esplora gli ideali di giustizia e fedeltà rappresentati dai protagonisti, ovvero il principe Rāma e la regina Sītā.
Mentre nel Ramayana il principe Rama è un dio che ha il compito di combattere il male sulla terra, il Rama del Reamker è presentato come il Buddha stesso ed il personaggio ha una seria importanza religiosa.
Gli elementi sovrannaturali e divini nella storia sono costantemente portati in primo piano.

## Influenza culturale
L'influenza del Ramayana in Cambogia si è iniziata a sentire durante il periodo Angkoriano (IX-XIII secolo d.C.), se non prima, e continua ad essere sentita ancora oggi. Gli scultori khmer conoscevano il Ramayana già dall'VIII secolo. La storia del poema fu rappresentata sui bassorilievi di Angkor e diventò in seguito il tema preferito degli affreschi sulle pareti dei templi. Rappresentazioni sceniche del Reamker ancora oggi precedono le pratiche religiose dei brahmini in Cambogia, oltre ad essere rappresentate alle cerimonie della corte o della cappella reale.  Nonostante la costruzione narrativa del Reamker sia basata su quella del Ramayana, le forme di rappresentazione del Reamker sono espressioni della cultura cambogiana. L'epopea è ben conosciuta tra la popolazione khmer per le rappresentazioni fatte nei teatri di danza khmer (Lkhaon) e nei vari festival cambogiani. Oltre che un riadattamento della favola epica del Ramayana, il Reamker è un pilastro del repertorio del balletto reale Khmer.
Anche in Thailandia il Ramayana ha ispirato un altro poema epico, il Ramakien.